# Vol TAI 307

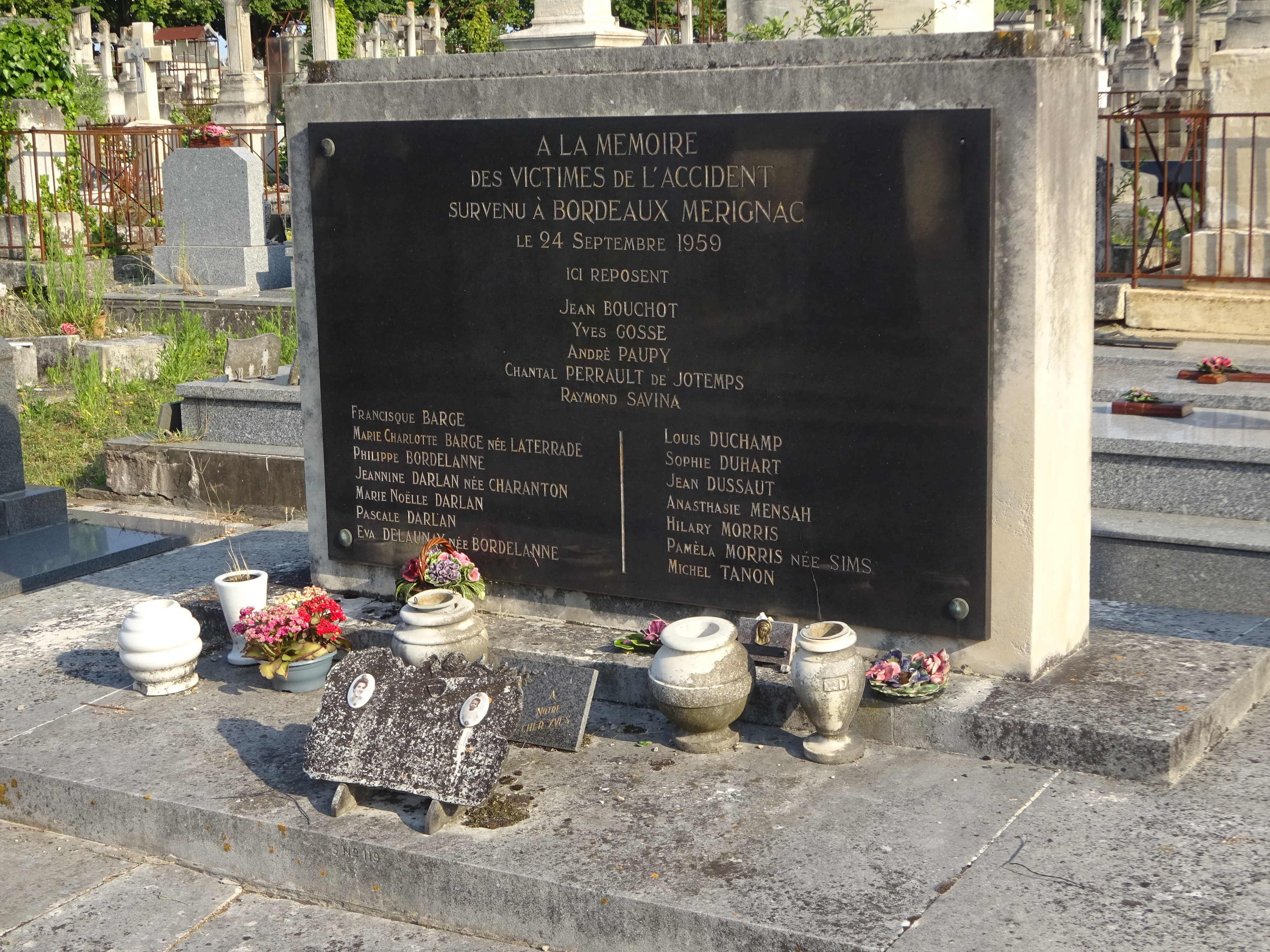
Stèle à la mémoire des victimes de l'accident aérien de Bordeaux Mérignac en 1959.

Le vol TAI 307 était un vol régulier opéré par la compagnie des Transports aériens intercontinentaux (TAI) qui reliait Paris à Abidjan avec deux escales à Bordeaux et Bamako.
Le 24 septembre 1959, alors qu'il quitte l'aéroport de Bordeaux-Mérignac, le DC-7 qui assure la liaison s'écrase dans la forêt de Bellevue qui jouxte l'aéroport, 1 500 mètres après la fin de la piste d'envol.
L'accident fait 54 morts, l'ensemble des 9 membres d'équipage et 45 des 56 passagers que comptait l'appareil.